# Vinko Jelić

Vinko Jelić (Rijeka, 1596. – Saverne, nakon 22. srpnja 1636.), bio je hrvatski barokni skladatelj, pjevač i glazbenik.

## Životopis
U Grazu učio je glazbu kod Matthije Ferrabosce.
Riječko je podrijetlo isticao uz naslove svojih tiskanih djela, dodajući imenu pridjevak "Fluminensi Sancti Viti". Ranu mladost proživio je u Rijeci, da bi 1606. otišao u Graz.
Nakon 1609. studirao je na Ferdinandeumu i Sveučilištu u Grazu. Bio je i član dvorskog orkestra.
Od 1617. bio je glazbenik na dvoru nadvojvode Leopolda V i biskupa u Strasbourgu.
Godine 1618. zaređuje se. Djelima crkvene glazbe stječe ugled kao skladatelj ranobaroknih obilježja. Autor je zbirke duhovnih koncerata „Parnassia militia“ (1622.), zbirke moteta i drugih crkvenih skladbi nazvanih „Arion primus“ i „Arion secundus“ (1628.).
U harmonijskoj građi vješto prepleće starocrkvene moduse s tonalitetima dura i mola, služi se često usporednim tercama, a katkad povećanim i smanjenim akordima, disonancama pa i kromatikom. Karakteristično barokno zvukovno suprotstavljanje ostvaruje izmjenjivanjem brzih i polaganih odlomaka služeći se tada još neuobičajenim oznakama (allegro, allegrissimo, tardi, tardissimo), a dinamičke kontraste postiže prijelazima iz forte u piano ili iz sola u puni sastav tutti. Jedan je od prvih skladatelja srednjoeuropskoga (austrijsko-njemačkoga) područja koji u duhovnim koncertima uz orgulje uvodi i druge instrumente (dvije violine u koncertima br. 21 i 24; kornet i trombon u ricercarima).
Posljednji se put spominje 22. srpnja 1636. tijekom ratnih sukoba oko Zaberna.

## Djela
- Parnassia militia concertuum unius, duarum, trium et quatuor vocum tam nativis quam instrumentalibus vocibus ad organum concinendarum, op. 1. Argentinae, Typis Pauli Ledertz, 1622.
- Arion primus sacrorum concertuum unius, duarum, trium et quatuor vocum ad organum concinendarum, op. 2. Augustae Tribocorum, Apud Paulum Ledertz, 1628.
- Arion secundus psalmorum vespertinorum tam de tempore, quam de Beata Maria Virgine quatuor vocibus, alternatim ad organum concinendarum adiunctis Magnificat, Salve regina, & octo tonis ad omnia strumenta accomodatis, op. 3. Augustae Tribocorum, Apud Paulum Ledertz, 1628.

## Poveznice
- Hrvatski skladatelji klasične i folklorne glazbe

## Vanjske poveznice
- LZMK / Hrvatski biografski leksikon – Ivona Ajanović-Malinar: »JELIĆ, Vinko«
- Kvarnerski baštinski vremeplov / Glazbena baština – Diana Grgurić: »Žubor kvarnerske glazbene rijeke«
- www.croatianhistory.net – Croatian Classical Music, 11th-19th centuries (engl.)